# 334 Chicago
A 334 Chicago (ideiglenes jelöléssel 1892 L) egy kisbolygó a Naprendszerben. Maximilian Franz Joseph Cornelius Wolf fedezte fel 1892. augusztus 23-án.